# Philogenia ferox
Philogenia ferox – gatunek ważki z rodziny Philogeniidae. Występuje na terenie Ameryki Południowej.